# Sibeth Ndiaye
Pour les articles homonymes, voir N'Diaye.
Sibeth Ndiaye (prononcé [n͡djaj]), née le 13 décembre 1979 à Dakar (Sénégal), est une conseillère en communication et femme politique française. Elle a acquis la nationalité française en 2016 tout en conservant la nationalité sénégalaise.
Membre de l’UNEF, elle adhère en 2002 au Parti socialiste. Elle devient ensuite l’attachée de presse de Claude Bartolone, alors président du conseil général de la Seine-Saint-Denis. Après avoir rejoint En marche, elle est chargée des relations de presse d'Emmanuel Macron durant sa campagne présidentielle de 2017 et le suit au palais de l'Élysée après son élection.
Elle exerce la fonction de secrétaire d'État auprès du Premier ministre, porte-parole du gouvernement, de mars 2019 à juillet 2020. Plusieurs polémiques accompagnent ses communications de presse.

## Situation personnelle

### Famille
Sibeth Ndiaye naît le 13 décembre 1979 dans une famille de la haute bourgeoisie sénégalaise. Son prénom fait référence aux reines combattantes de la Casamance et signifie « qui a gagné beaucoup de combats » en dialecte diola. Elle possède les nationalités sénégalaise et française (naturalisation en juin 2016).
Ses parents se sont rencontrés en France, au sein de la résidence universitaire Jean-Zay, à Antony, et sont de religions différentes : musulmane pour son père et catholique pour sa mère,.
Son père, Fara Ndiaye (1935-1995), fils de tirailleur sénégalais et pupille de la Nation, participa à la création du Parti africain de l'indépendance avant de devenir numéro deux du Parti démocratique sénégalais d'Abdoulaye Wade et membre de l'Assemblée nationale sénégalaise ; il fut également président de Canal+ Afrique. Sa mère, d'origine germano-togolaise, Mireille Ndiaye, née Brenner (1939-2015), petite-fille de Hans Georg von Doering, un temps proche du Parti communiste sénégalais, fut une haute magistrate sénégalaise ; elle présida la chambre pénale de la Cour de cassation du Sénégal, puis le Conseil constitutionnel sénégalais de 2002 à 2010,. Durant leurs études, son frère, Yves Brenner, était un proche du futur président de la République du Sénégal, Abdou Diouf. 
Son enfance dans le quartier du Plateau à Dakar « est nourrie du récit de la lutte pour les indépendances à laquelle [ses] parents, étudiants venus des anciennes colonies, ont participé ». Ses trois sœurs vivent en Afrique, l'une à Lomé (Togo), l’autre entre Lagos (Nigeria) et Abidjan (Côte d'Ivoire), l’aînée à Dakar.
Elle est mariée à Patrice Roques, rencontré à l'Unef, qui a été directeur général de Seine-Saint-Denis Habitat, l'office public départemental HLM de la Seine-Saint-Denis,. Le couple a trois enfants.

### Formation
Sibeth Ndiaye passe son enfance au Sénégal. Elle est d'abord scolarisée à l’institution Sainte-Jeanne-d’Arc de Dakar. Elle fréquente ensuite le lycée Montaigne à Paris. Après l'obtention d'un baccalauréat scientifique, elle se présente par deux fois au concours de médecine avant de se tourner vers une licence de biologie, spécialité physiologie animale, qu'elle obtient, puis étudie la philosophie politique à l'université Paris-Diderot de 2004 et 2006. En 2007, elle obtient un DESS d’économie publique, spécialité économie de la santé,,.

## Parcours politique

### Militantisme au Parti socialiste
Parallèlement à ses études, Sibeth Ndiaye milite au sein de l'Union nationale des étudiants de France (UNEF) de 1999 à 2006 : elle est l'une des référents de la « tendance refondation syndicale » (TRS) du syndicat, représentant la minorité strauss-kahnienne,. Elle est également administratrice de La Mutuelle des étudiants, de 2003 à 2008. Elle déclare avoir adhéré au Parti socialiste (PS) en réaction à l'accession de Jean-Marie Le Pen au deuxième tour de la présidentielle de 2002. Elle est formée par l’aile gauche du parti. Avec Ismaël Emelien, Stanislas Guerini et Benjamin Griveaux, elle fait partie de l'équipe de campagne de Dominique Strauss-Kahn pour la primaire PS de 2006.
Résidant à Saint-Denis en Seine-Saint-Denis, elle est directrice de la campagne de Mathieu Hanotin lors des élections cantonales de 2008 sur le canton de Saint-Denis-Sud, remportée par le jeune candidat socialiste sur le sortant PCF. Membre du courant strauss-kahnien intégré à la majorité nationale après le congrès de Reims, Martine Aubry la nomme secrétaire nationale du Parti socialiste chargée de la petite enfance en 2009,. Sa nomination est alors critiquée en raison de sa nationalité par Georges Sali, responsable local du PS de Saint-Denis, section qu'elle jugeait à l'époque « clanique ».
En mars 2008, elle est nommée responsable du service presse de Claude Bartolone, nouvellement élu président du conseil général de la Seine-Saint-Denis qui l'avait repérée dans la campagne pour l'élection cantonale à Saint-Denis. Elle devient chargée de mission au conseil général en 2010. Elle soutient Martine Aubry lors de la primaire de la gauche de 2011 pour l'élection présidentielle de 2012.
Elle quitte le PS en 2013, déclarant par la suite : « J’ai toujours été sociale-démocrate, et j’ai été triste de quitter les socialistes en 2013, quand j’ai compris que je n’avais plus rien à voir sur le plan idéologique avec beaucoup d’entre eux ».

### Conseillère presse au ministère de l'Économie
Après l'élection de François Hollande à la présidence de la République, elle devient chargée de mission « presse et communication » au cabinet d'Arnaud Montebourg, ministre du redressement productif à Bercy, et conserve cette fonction quand Emmanuel Macron succède à Arnaud Montebourg, en août 2014.
Quand celui qui deviendra président de la République fonde En marche, elle l'y suit, après quelques jours de réflexion et sur l'insistance d'Alexis Kohler, comme conseillère presse et communication, séduite par « la volonté [du mouvement] de transcender les clivages existants, la tentative audacieuse pour essayer autre chose, et le sentiment que ça ne pouvait plus continuer comme avant ».
Elle se fait connaître du grand public par le documentaire de Yann L'Hénoret Emmanuel Macron, les coulisses d'une victoire — diffusé sur TF1 le lendemain du second tour de l'élection présidentielle, le 8 mai 2017 — où elle apparaît, selon L'Obs, « comme l'un des personnages clefs du premier cercle qui entoure et conseille le candidat ».

### Cabinet du président de la République
Le 14 mai 2017, elle assiste à l'investiture du nouveau président et devient conseillère presse pour les affaires nationales auprès de Sylvain Fort, chargé de la communication de l'Élysée.
Après la communication erratique de la présidence Hollande, Sibeth Ndiaye participe au verrouillage de la communication élyséenne. Elle parvient à faire déménager la salle de presse de l'Élysée, installée depuis Valéry Giscard d'Estaing dans la cour du Palais, malgré la vive opposition de l'association de la presse présidentielle, « ce qui lui permet de marquer des points auprès du président » selon Le Figaro. Elle accompagne Emmanuel Macron seulement lors de ses déplacements à risques, et  s'occupe du choix des journalistes accrédités dans les déplacements. 
Les sondages de popularité d'Emmanuel Macron accusant une forte baisse durant l'été 2017, et sa distance avec la presse étant critiquée, le pôle communication de l’Élysée est alors renforcé par l'arrivée, le 1er septembre, du journaliste Bruno Roger-Petit,. Le Figaro considère qu'elle est « un temps affaiblie » par cette nomination et « entre avec lui dans une concurrence feutrée mais acharnée. Une bataille dont elle est sortie vainqueur » avec l'arrêt de la fonction de porte-parole de Roger-Petit en octobre 2018.
En juin 2018, une polémique intervient après la diffusion sur son compte Twitter de la vidéo d'une réunion de travail à l'Élysée dans laquelle Emmanuel Macron dit : « On met un pognon de dingue dans les minima sociaux et les gens ne s'en sortent pas. Les gens pauvres restent pauvres, ceux qui tombent pauvres restent pauvres »,. 
Lors des révélations de l'affaire Benalla, Sibeth Ndiaye fait diffuser massivement sur Twitter deux vidéos obtenues illégalement auprès de la police et dont une est sans rapport avec l'affaire mais présentée faussement comme telle. Elle invite ensuite les journalistes à consulter ces vidéos dans le but de disculper Alexandre Benalla des violences commises. Un des principaux conseillers d’Emmanuel Macron, Ismaël Emelien, est également impliqué. Selon différents commentateurs, il s'agit de fake news,. Selon le journaliste Albert Zennou du Figaro, c'est même une « fabrique de la fake news ».
Au début de 2019, elle est présente sur les grandes étapes des déplacements présidentiels en région à l'occasion du Grand débat national consécutif au mouvement des Gilets jaunes.

### Porte-parole du gouvernement
Le 31 mars 2019, elle est nommée secrétaire d'État et porte-parole du gouvernement, remplaçant Benjamin Griveaux. La cérémonie de passation de pouvoir a lieu le lendemain.
Charles Jaigu, journaliste au Figaro, indique que « très vite, sa fidélité inconditionnelle à Emmanuel Macron en a fait la championne d’une langue de bois d’un nouveau genre, décontractée dans la forme, mais d’une verticalité toute macronienne sur le fond » et qu’« avec son piercing sur la langue et son humour, elle n’a pu effacer cette impression de paternalisme technocratique régnant dans les plus hautes sphères de l’État ». Il ajoute que, bien que « plus aguerrie aux codes de l’ancien monde que tant de nouveau-nés d’En marche, [elle] est prise au piège de cette contradiction entre la franchise jusqu’au risque de la gaffe et la maîtrise au risque de l’ennui ».
Elle fait partie des personnalités en première ligne lors de la pandémie de Covid-19 : sa communication fait alors l’objet de polémiques quotidiennes car jugée remplie de maladresses, d'approximations ou de contre-vérités, ce qui la conduit plusieurs fois à revenir sur ses propos ou à présenter  ses excuses,.
Elle déclare se retirer de la vie politique après la formation du gouvernement Jean Castex, auquel elle n’appartient pas, le 6 juillet 2020. Quelques semaines plus tard, elle rejoint la « commission nationale des talents » de La République en marche, nouvelle instance chargée d’identifier les futurs cadres et candidats du parti. En septembre 2020, elle est nommée à la tête du pôle idées du groupe LREM.

### Reconversion
Le 14 janvier 2021, le groupe Adecco, entreprise spécialisée dans le recrutement en intérim, annonce son recrutement comme secrétaire générale de Adecco France chargée « des affaires publiques, du juridique, de la communication et des solutions emploi » et membre du comité exécutif. Elle reste cependant impliquée en parallèle au sein des instances de La République en marche.
La Haute autorité pour la transparence de la vie publique précise à cet égard que, pour éviter tout conflit d'intérêts, Sibeth Ndiaye devra « donc être déchargée de certains dossiers, qui pourraient être en lien avec ses précédentes attributions » et que l'ancienne collaboratrice d'Emmanuel Macron devra éviter « toute démarche, y compris de représentation d’intérêts (lobbying) auprès du cabinet du président de la République ainsi qu’auprès de tout membre du gouvernement qui était en fonction en même temps qu’elle », pendant les trois ans suivant.
En juillet 2021, elle intègre le bureau exécutif de LREM, élue sur la liste conduite par Richard Ferrand.

## Controverses

### Rapport aux médias et à la vérité
Les médias critiquent régulièrement le ton et les méthodes de travail de Sibeth Ndiaye. En juillet 2017, selon L'Express, elle n'hésite pas à « [appeler] les médias quotidiennement quand on a des divergences d'interprétation » si un article déplaît. La presse la décrit comme exerçant des pressions sur les journalistes dont les articles lui paraissent trop critiques : « C'est pas du travail de journaliste, c'est du travail de sagouin ! », l'entend-on dire à un journaliste dans le documentaire Emmanuel Macron, les coulisses d'une victoire ; elle déclare également « assume[r] parfaitement de mentir pour protéger le président »,. 
En février 2019, Le Monde relève sa manière de communiquer avec les journalistes lors du Salon de l'agriculture « sur un mode fait d'injonctions et de menaces » : « Vous devez obéir » ; « Si vous n'êtes pas contente, je vous sors du pool (en) ». Au début de 2017, un journaliste, auteur d'un livre perçu par Sibeth Ndiaye comme critique à l'encontre d'Emmanuel Macron, rapporte s'être fait menacer de ne plus obtenir d'accréditation aux futurs rassemblements d'Emmanuel Macron.
Au début de la pandémie de Covid-19 en France, Sibeth Ndiaye affirme que le port du masque est inutile « si on n’est pas malade » et déclare ne pas savoir s’en servir elle-même car « l’utilisation d’un masque, ce sont des gestes techniques précis » ; par la suite, elle reconnaît un changement de position en invoquant une « évolution du consensus scientifique » sur le sujet. Elle fait également état d’un changement d’avis après la décision d’Emmanuel Macron de fermer les écoles, une mesure à laquelle elle se déclarait peu auparavant opposée. Elle est en outre critiquée pour plusieurs déclarations, comme lorsqu’elle fait état d’enseignants « ne travaillant pas » (malgré la mise en place du travail à distance), critique les mesures strictes prises par l’Italie ou affirme que l'Organisation mondiale de la santé n’a recommandé l'usage des tests massifs sur la Covid-19 qu'en avril (alors que l’institution l’a fait un mois auparavant),,.

### Personnalité
En août 2017, Le Canard enchaîné affirme que Sibeth Ndiaye, interrogée par un journaliste sur la réalité de la mort de Simone Veil, aurait répondu par SMS : « Yes, la meuf est dead ». Sibeth Ndiaye dément, assurant que « le SMS est totalement faux ». En avril 2019, CheckNews, le service de vérification des faits de Libération, enquête et conclut à des propos déformés par Le Canard enchaîné. À la question « [Simone Veil] aura-t-elle des obsèques nationales ? », Sibeth Ndiaye aurait en réalité répondu : « Aucune idée, la meuf est morte il y a moins de vingt-quatre heures ». Néanmoins, en 2017, la publication du Canard déclenche une polémique. L'hebdomadaire affirme que l'Élysée « cherche désormais à « muscler » la communication » et à mettre Sibeth Ndiaye « sous tutelle ». Ibrahima Diawadoh N'Jim, ancien conseiller de Manuel Valls, estime pour sa part, dans une tribune en ligne publiée dans Le Monde, que la polémique qui a suivi « relève d’un racisme insidieux encore bien présent en France ».
L'agence France-Presse (AFP) évoque aussi « son langage cru, ses coups de gueule, son habitude du franglais », Ndiaye postant ainsi sur Twitter un message à propos de sa fierté pour son nouveau « job » après sa nomination comme secrétaire d'État et porte-parole du gouvernement.
Son style vestimentaire décontracté, notamment lors des cérémonies de la fête nationale de 2019 — où elle porte un tee-shirt comportant l’inscription « tous les garçons et les filles » —, suscite les critiques de personnalités de droite, comme Nadine Morano, ou d'extrême droite, à l’instar de Jordan Bardella. Quelques jours plus tard, tentant de défendre le ministre François de Rugy, qui venait de démissionner, Sibeth Ndiaye affirme sur Twitter : « Nous avons conscience que nos concitoyens ne mangent pas du homard tous les jours, bien souvent c'est plutôt des kebabs ». L'ancienne ministre Nadine Morano lui répond dans un autre message sur la plateforme : « Outrée mais habituée à entendre ses inepties débitées souvent en tenue de cirque… Sénégalaise très bien née ayant obtenu la nationalité française il y a trois ans… visiblement avec de grandes lacunes sur la culture française, indigne de cette fonction gouvernementale en France » . En réaction, Ndiaye dénonce des propos « de toute évidence » racistes,.